# トニービン
トニービン (Tony Bin) はアイルランド生まれの競走馬である。イタリア調教馬としてモルヴェド以来27年ぶりに凱旋門賞を制した。引退後は日本で種牡馬として活躍した。

## 競走馬時代
アイルランドのセリ市で、日本円にして約65万円でイタリア人実業家のルチアーノ・ガウッチに購入された。調教師はイタリアのルイジ・カミーチ。1985年から1988年の現役生活で27戦15勝の戦績を残した。
デビュー戦で初勝利をあげ、イタリアGIのグランクリテリウムで3着となるものの、4歳まではダービーイタリアーノ4着、イタリア大賞3着、ジョッキークラブ大賞2着と善戦止まりであった。
5歳になるとミラノ大賞典、ジョッキークラブ大賞を含む4連勝を達成し、フランスおよびイギリスへと遠征。サンクルー大賞ではセントレジャーステークス覇者のムーンマッドネスの2着と健闘する。11頭立て11番人気で挑んだヨーロッパ下半期最高峰のGI凱旋門賞では、鞍上キャッシュ・アスムッセンの好騎乗に導かれて2着となる波乱を演出した。
6歳時にはイタリア共和国大統領賞、ミラノ大賞典を連勝し、再び外国遠征を敢行する。キングジョージ6世&クイーンエリザベスステークスにてムトトの3着に入ると、イタリアのフェデリコテシオ賞から連闘で凱旋門賞へ出走した。凱旋門賞では単勝14.9倍の5番人気であったが、最終コーナー12番手から直線で鋭い伸び脚を見せ、1番人気ムトトの追撃をクビ差抑えて優勝した。勝ちタイムは2分27秒3と、凱旋門賞史上2位のタイムであった。この年の凱旋門賞はソウルオリンピックの最終日と重なっており、男子マラソンのジェリンド・ボルディンの優勝とともにイタリア国内を大いに湧かせた。

### ジャパンカップ
この活躍が評価され、トニービンはジャパンカップ（GI）に招待されることとなった。現役最終戦となった日本遠征では、競走馬の空輸を内規で禁止していたアリタリア航空が、自ら望んでトニービンの輸送へ手を上げた。ヨーロッパ、アメリカ、オセアニア、そしてアジアの日本の代表馬が集結したこのレースは「四大陸決戦」と呼ばれ、その中でも凱旋門賞馬トニービンの出走は大きな注目を集めた。カミーチ調教師は「われわれは、勝つことしか考えていない」、「3馬身離して勝つ」と宣言し、ライバルとしては日本のタマモクロスを挙げた。
レースでは、日本のメジロデュレンがスローペースで逃げる中で中団に位置し、4コーナーではペイザバトラーやタマモクロスらの後方から進出を開始した。しかし、最終直線での伸びを欠いて1着から0.4秒差の5着に終わった。トニービンはレース中に骨折を発症しており、ジャパンカップを最後に引退した。トニービンの新たなオーナーとなっていた社台ファームの吉田照哉はペイザバトラーを勝利に導いたクリス・マッキャロンの騎乗に感銘を受け、レース後には「米国の騎手を起用すれば…」との感想を漏らしている。

## 種牡馬時代
引退後、日本の社台グループが購入し、日本で種牡馬生活を送ることになる。1994年日本リーディングサイアーを獲得。数多くの活躍馬を出したが、2000年3月10日に急性心不全のために死亡した。このため2001年産がラストクロップとなり、最終年は種付け期間中の死亡であったため、中央競馬に登録されたのはわずか4頭であった。
産駒は東京競馬場との相性がよく、産駒獲得GIのほとんどが東京競馬場での勝利である。産駒は東京競馬場で行われる芝のGIレース（2006年新設のヴィクトリアマイルを除く）を完全制覇している。
2009年7月1日に、ジュラナスリング（2000年産）が引退したことによりすべての産駒が中央競馬より姿を消した。
産駒の種牡馬成績は、ジャングルポケットや1勝ながら種牡馬入りしたミラクルアドマイヤがGI馬を出しており、孫世代のカンパニー、トーセンジョーダンなどが種牡馬入りをしている。ひ孫世代はカンパニー産駒のウインテンダネスが種牡馬入りしているが種付け数はごくわずかである。2025年現在、トニービン系種牡馬はオウケンブルースリが引退し、トーセンジョーダンもプライベート種牡馬となっている事から存続の危機を迎えている。
産駒の特徴および傾向として、差し、追い込みといった戦法を得意とする馬が多いことが挙げられる。突出したスピードこそ無いが、後方から確実に伸び続けるロングスパートを得意としている。ゴール前の直線が長いコースに強く、東京競馬場や2001年以降の新潟競馬場との相性は良い。特に東京競馬場では圧倒的ともいえる成績を残しており、産駒のG1勝ち星の合計13勝のうち11勝は東京競馬場であげたものである。その反面やや不器用な面があり、コーナーワークや瞬時の加速などは若干不得手で、そのため中山競馬場や福島競馬場など、小回りで直線が短いコースにおける実績はとりわけ目立ったものではない。
ダートは無難にこなす程度で、本質的には芝向き。芝であれば重馬場でもさほど力は落ちない。頑健な馬体と成長力を併せ持ち、中には古馬になってからも衰えない息の長い活躍をみせる産駒もいる。

## 主な産駒

### GI級競走優勝馬
- 1990年産

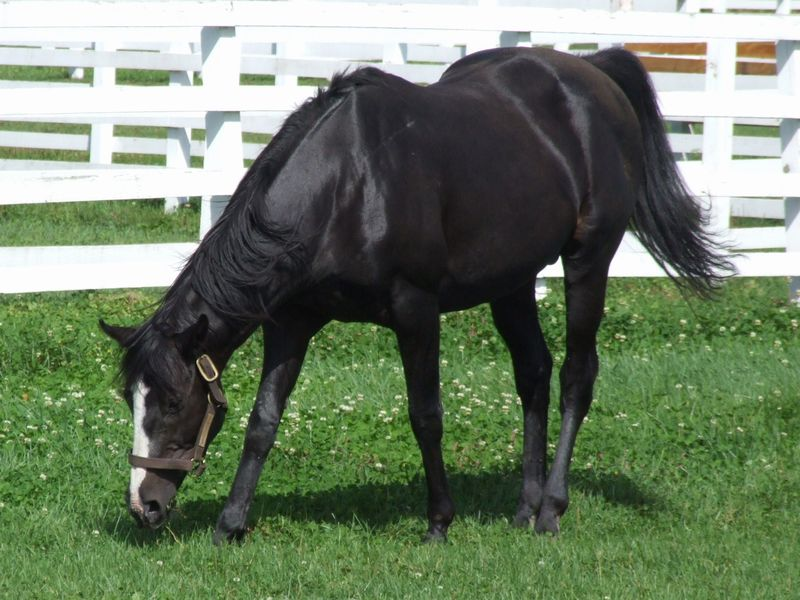
サクラチトセオー

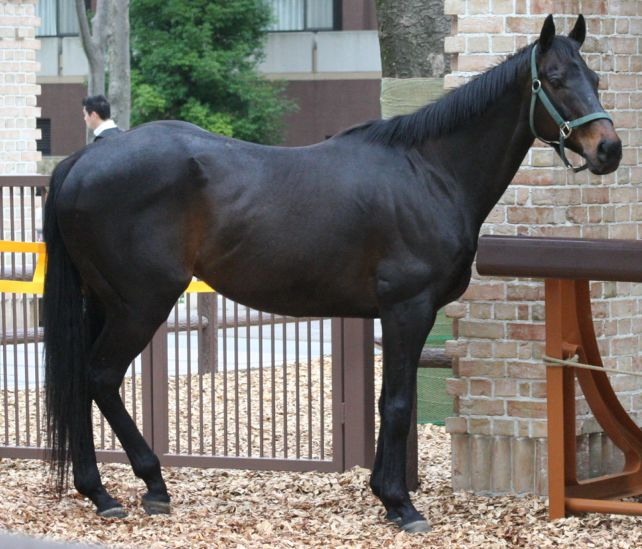
ウイニングチケット

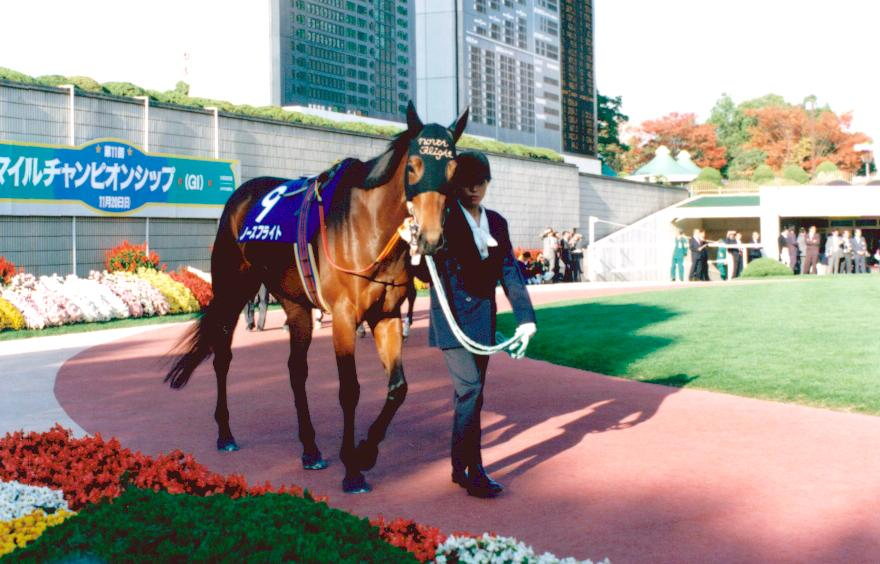
ノースフライト

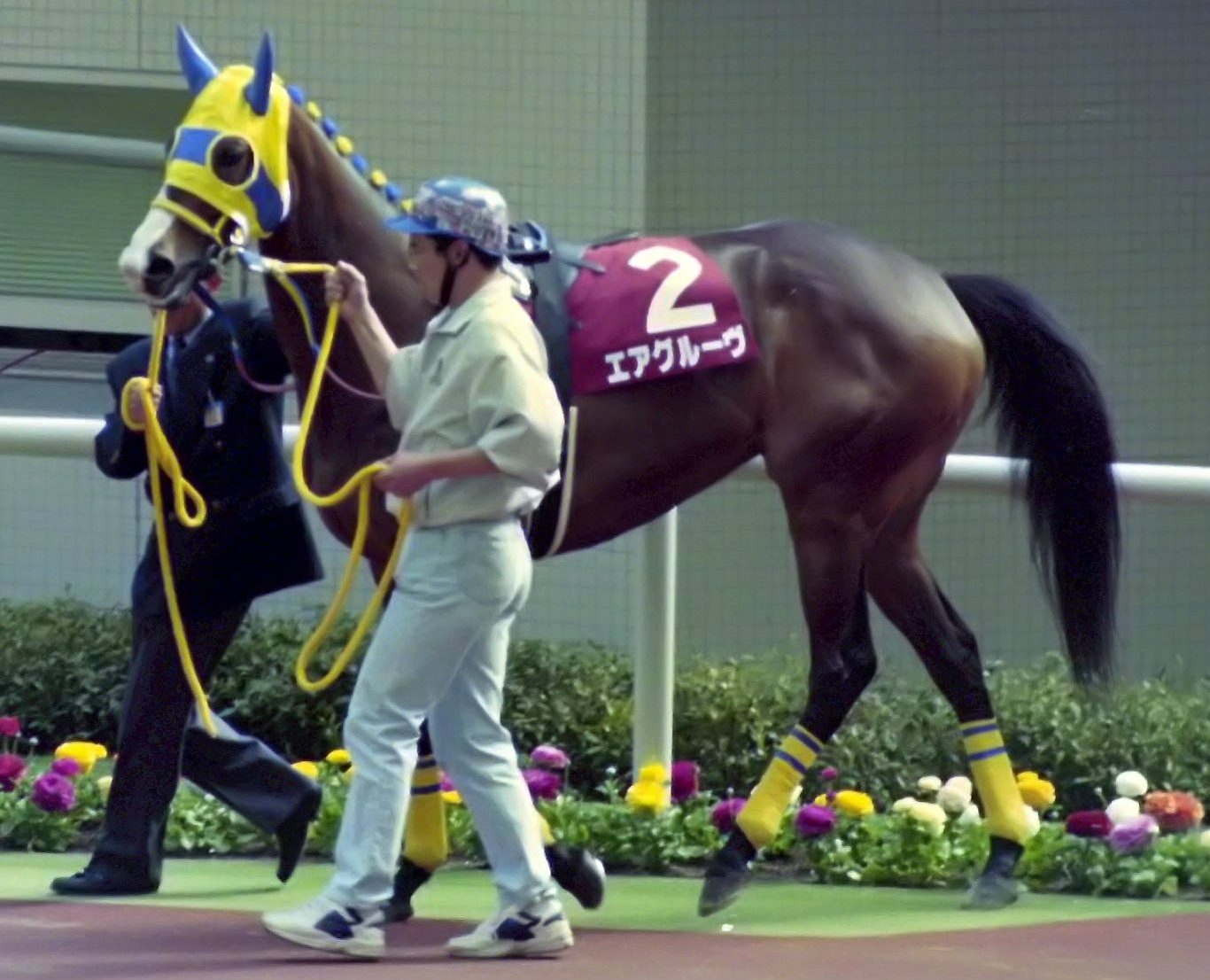
エアグルーヴ

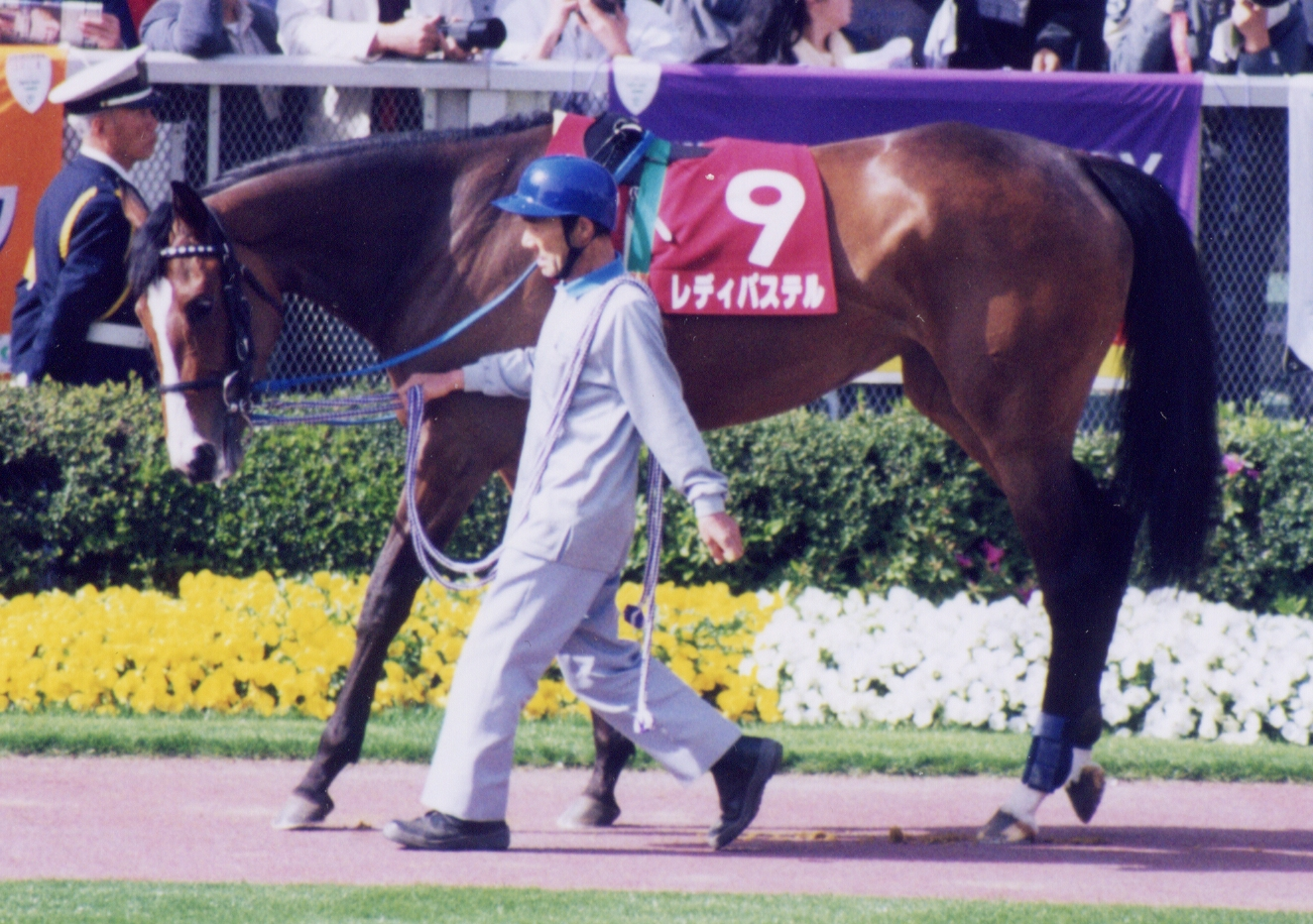
レディパステル

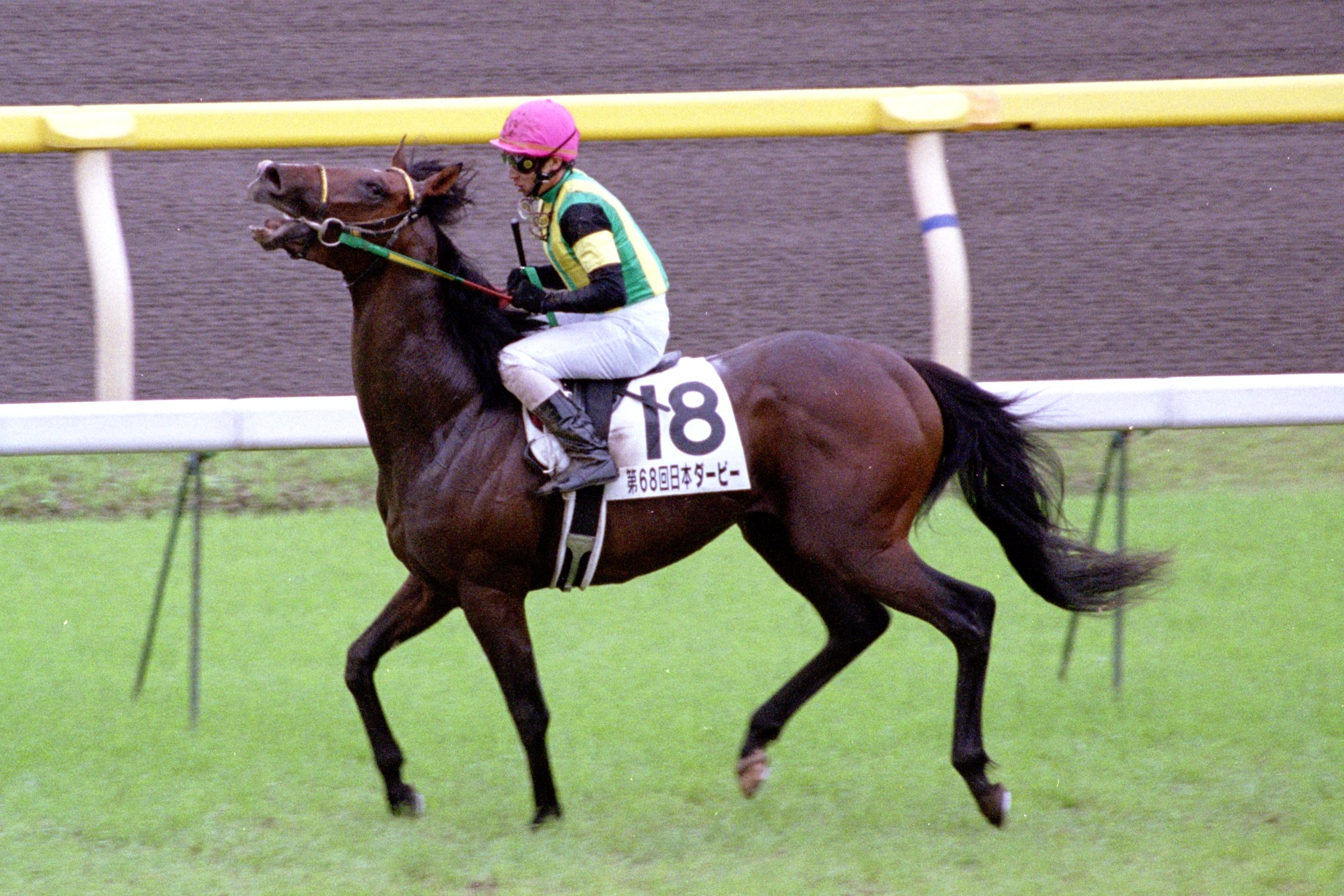
ジャングルポケット

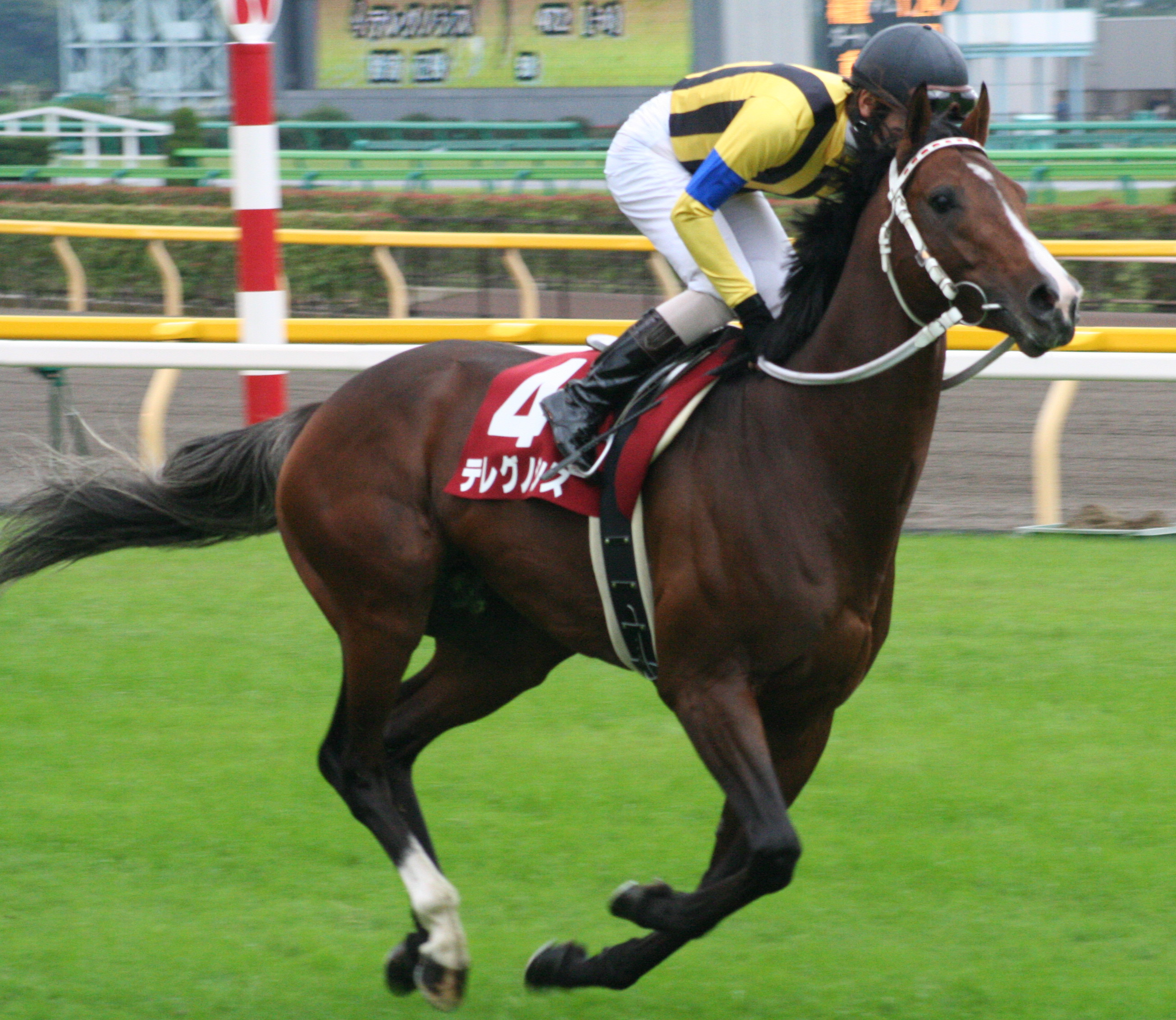
テレグノシス

  - ベガ（桜花賞、優駿牝馬、チューリップ賞）
    - 1993年度最優秀4歳牝馬

  - サクラチトセオー（天皇賞（秋）、中山記念、京王杯オータムハンデキャップ、アメリカジョッキークラブカップ)
    - 1995年度最優秀5歳以上牡馬

  - ノースフライト（安田記念、マイルチャンピオンシップ、府中牝馬ステークス、阪神牝馬特別、京都牝馬特別、マイラーズカップ）
    - 1994年度最優秀5歳以上牝馬

  - ウイニングチケット（東京優駿、弥生賞、京都新聞杯）
- 1991年産
  - オフサイドトラップ（天皇賞（秋）、七夕賞、新潟記念）
- 1993年産
  - エアグルーヴ（優駿牝馬、天皇賞（秋）、チューリップ賞、マーメイドステークス、札幌記念2回、産経大阪杯）
    - 1997年度代表馬・最優秀5歳以上牝馬
- 1998年産
  - レディパステル（優駿牝馬、中山牝馬ステークス、府中牝馬ステークス）
  - ジャングルポケット（東京優駿、ジャパンカップ、札幌3歳ステークス、共同通信杯）
    - 2001年度代表馬・最優秀3歳牡馬
- 1999年産
  - テレグノシス（NHKマイルカップ、京王杯スプリングカップ、毎日王冠）

### グレード制重賞優勝馬
- 1990年産
  - アイリッシュダンス（新潟大賞典、新潟記念）
- 1991年産
  - エアダブリン（青葉賞、ステイヤーズステークス、ダイヤモンドステークス）
- 1992年産
  - ユウキビバーチェ（チューリップ賞）
- 1993年産
  - ロングカイウン（七夕賞）
- 1995年産
  - エモシオン（京都記念）
  - ミスズシャルダン（小倉大賞典）
  - ロードクロノス（中京記念）
- 1996年産
  - ロードプラチナム（函館記念）
  - アイランドオオジャ（マーチステークス）
- 1997年産
  - トーワトレジャー（新潟記念）
  - マックロウ（京都記念）
  - エアトゥーレ（阪神牝馬ステークス）
- 1998年産
  - サイドワインダー（京阪杯、京都金杯、関屋記念）
  - テンザンセイザ（京都新聞杯、京阪杯）
  - ダービーレグノ（シンザン記念、新潟記念）
- 1999年産
  - ナリタセンチュリー（京都大賞典、京都記念）
  - レニングラード（アルゼンチン共和国杯）
  - メモリーキアヌ（愛知杯）
  - サクラヴィクトリア（関東オークス）

### 地方競馬重賞優勝馬
- 1991年産
  - ミナミノウイン（若草賞）
  - マドロス（サラブレッド大賞典）
- 1992年産
  - ミナミノジャック（金盃）
  - ベッスルキング（ゴールドジュニア、駿蹄賞）
- 1993年産
  - サンアドマイヤ（青藍賞）
  - ミスズトニーオー（新潟グランプリ）
- 1994年産
  - ダイワトニービン（東国賞2回、新春杯）

### 母の父としての主な産駒

#### GI級競走優勝馬
GI・JpnI・JGI競走は太字で記載
- 1996年産
  - アドマイヤベガ：東京優駿、ラジオたんぱ杯3歳ステークス、京都新聞杯（父サンデーサイレンス、母ベガ）
- 1999年産
  - アドマイヤドン：朝日杯フューチュリティステークス、フェブラリーステークス、JBCクラシック3回、帝王賞、マイルチャンピオンシップ南部杯、エルムステークス（父ティンバーカントリー、母ベガ）
    - 2001年度最優秀2歳牡馬
    - 2003・2004年度最優秀ダートホース
- 2000年産
  - ビッグウルフ：ジャパンダートダービー、兵庫チャンピオンシップ、名古屋優駿（父アフリート、母ビッグモンロー）
  - アドマイヤグルーヴ：エリザベス女王杯2回、ローズステークス、マーメイドステークス、阪神牝馬ステークス（父サンデーサイレンス、母エアグルーヴ）
    - 2004年度最優秀4歳以上牝馬
- 2001年産
  - ハーツクライ：有馬記念、ドバイシーマクラシック、京都新聞杯（父サンデーサイレンス、母アイリッシュダンス）
    - 2005年度最優秀4歳以上牡馬
- 2002年産
  - マルカラスカル：中山大障害、中山グランドジャンプ（父グラスワンダー、母トレアンサンブル）
    - 2006年度最優秀障害馬
- 2004年産
  - ヴィクトリー：皐月賞（父ブライアンズタイム、母グレースアドマイヤ）
  - ショウワモダン：安田記念、ダービー卿チャレンジトロフィー（父エアジハード、母ユメシバイ）
- 2005年産
  - キャプテントゥーレ：皐月賞、デイリー杯2歳ステークス、朝日チャレンジカップ2回（父アグネスタキオン、母エアトゥーレ）
  - アーネストリー：宝塚記念、中日新聞杯、金鯱賞、札幌記念、オールカマー（父グラスワンダー、母レットルダムール）
- 2006年産
  - トランセンド：ジャパンカップダート2回、フェブラリーステークス、マイルチャンピオンシップ南部杯、レパードステークス、みやこステークス（父ワイルドラッシュ、母シネマスコープ）
    - 2011年度最優秀ダートホース
- 2007年産
  - カレンチャン：スプリンターズステークス、高松宮記念、阪神牝馬ステークス、函館スプリントステークス、キーンランドカップ（父クロフネ、母スプリングチケット）
    - 2011年度最優秀短距離馬
    - 2012年度最優秀4歳以上牝馬

  - ルーラーシップ：クイーンエリザベス2世カップ、鳴尾記念、日経新春杯、金鯱賞、アメリカジョッキークラブカップ（父キングカメハメハ、母エアグルーヴ）
- 2010年産
  - アップトゥデイト：中山大障害、中山グランドジャンプ、小倉サマージャンプ、阪神ジャンプステークス2回（父クロフネ、母リニアミューズ）
    - 2015年度最優秀障害馬

  - コパノリチャード：高松宮記念、アーリントンカップ、スワンステークス（父ダイワメジャー、母ヒガシリンクス）

#### グレード制重賞優勝馬
- 1995年産
  - サンプレイス：新潟記念（父サンデーサイレンス、母サンシャインステラ）
- 1997年産
  - アドマイヤボス：セントライト記念（父サンデーサイレンス、母ベガ）
- 2000年産
  - リンカーン：阪神大賞典、京都大賞典、日経賞（父サンデーサイレンス、母グレースアドマイヤ）
  - エアセレソン：新潟大賞典（父チーフベアハート、母リボンストライプ）
- 2001年産
  - アドマイヤモナーク：日経新春杯、ダイヤモンドステークス（父ドリームウェル、母スプリットザナイト）
  - アグネスラズベリ：函館スプリントステークス（父エアジハード、母アグネスミネルバ）
  - ダンスアジョイ：小倉記念（父ダンスインザダーク、母ナイルスター）
  - マイネルデュプレ：共同通信杯（父ペンタイア、母マイネカトリーヌ）
- 2002年産
  - ブライトトゥモロー：新潟大賞典（父フレンチデピュティ、母ポピーデイ）
  - ゼンノパルテノン：東京スプリント（父アフリート、母ミルズウィスパー）
  - ユメノシルシ：新潟記念（父フジキセキ、母ユメシバイ）
- 2003年産
  - ドリームパスポート：きさらぎ賞、神戸新聞杯（父フジキセキ、母グレースランド）
  - ショウナンタキオン：新潟2歳ステークス（父アグネスタキオン、母ショウナンマイラヴ）
- 2004年産
  - ミリオンディスク：北海道スプリントカップ、カペラステークス（父アフリート、母ハッピーリクエスト）
  - アルティマトゥーレ：セントウルステークス、シルクロードステークス（父フジキセキ、母エアトゥーレ）
  - メリッサ：北九州記念（父ホワイトマズル、母ストーミーラン）
- 2005年産
  - クリールパッション：エルムステークス（父ワイルドラッシュ、母イマジネーション）
  - スプリングソング：京阪杯（父サクラバクシンオー、母スプリングチケット）
  - コパノジングー：目黒記念（父アグネスタキオン、母ウェディングオーク）
  - ウォータクティクス：アンタレスステークス（父ウォーエンブレム、母アドマイヤハッピー）
- 2006年産
  - フォゲッタブル：ダイヤモンドステークス、ステイヤーズステークス（父ダンスインザダーク、母エアグルーヴ）
  - テイエムオーロラ：府中牝馬ステークス（父マンハッタンカフェ、母ペリーヌ）
  - サニーサンデー：福島記念（父マーベラスサンデー、母サニークラッシック）
- 2007年産
  - フラガラッハ：中京記念（父デュランダル、母スキッフル）
  - ネオヴァンドーム：きさらぎ賞（父ネオユニヴァース、母プリンセスカット）
- 2008年産
  - デスペラード：京都記念、ステイヤーズステークス（父ネオユニヴァース、母マイネノエル）
  - レッドデイヴィス：シンザン記念、毎日杯、鳴尾記念（父アグネスタキオン、母ディクシージャズ）
  - グルヴェイグ：マーメイドステークス（父ディープインパクト、母エアグルーヴ）
  - エーシンブラン：兵庫チャンピオンシップ（父スウェプトオーヴァーボード、母エイシンジョアンナ）
  - バウンシーチューン：フローラステークス（父ステイゴールド、母リーインフォースト）
- 2009年産
  - クランモンタナ：小倉記念（父ディープインパクト、母エアトゥーレ）
- 2010年産
  - サトノノブレス：日経新春杯、小倉記念、中日新聞杯、鳴尾記念（父ディープインパクト、母クライウィズジョイ）
  - シャトーブランシュ：マーメイドステークス（父キングヘイロー、母ブランシェリー）
  - クロフネサプライズ：チューリップ賞（父クロフネ、母アイアンブリッジ）
  - アムールポエジー：関東オークス（父ネオユニヴァース、母ハッピーリクエスト）
- 2011年産
  - ハギノハイブリッド：京都新聞杯（父タニノギムレット、母ハッピーペインター）
- 2012年産
  - アレスバローズ：CBC賞、北九州記念（父ディープインパクト、母タイセイエトワール）
- 2013年産
  - ケンホファヴァルト：京都ジャンプステークス（父マーベラスサンデー、母エイシンパンジー）
- 2015年産
  - フロンティア：新潟2歳ステークス（父ダイワメジャー、母グレースランド）
- 2016年産
  - シルヴァーソニック：ステイヤーズステークス（父オルフェーヴル、母エアトゥーレ）

## 備考
初代オーナーのルチアーノ・ガウッチ/Luciano_Gaucci（名義は夫人）はかつて中田英寿が所属したイタリアのプロサッカークラブACペルージャ（現・ペルージャ・カルチョ）の元会長としても知られている。

## 血統表
| トニービンの血統                          | トニービンの血統                                                 | トニービンの血統                                                 | （血統表の出典）                                                 | （血統表の出典） |
| 父系                                      | ゼダーン系                                                       | ゼダーン系                                                       | ゼダーン系                                                       | [ § 2 ]          |
| 父 *カンパラ Kampala 1976 黒鹿毛 イギリス | 父の父Kalamoun 1970 芦毛 アイルランド                            | *ゼダーン Zeddaan                                                | Grey Sovereign                                                   | Grey Sovereign   |
| 父 *カンパラ Kampala 1976 黒鹿毛 イギリス | 父の父Kalamoun 1970 芦毛 アイルランド                            | *ゼダーン Zeddaan                                                | Vareta                                                           |                  |
| 父 *カンパラ Kampala 1976 黒鹿毛 イギリス | 父の父Kalamoun 1970 芦毛 アイルランド                            | Khairunissa                                                      | Prince Bio                                                       | Prince Bio       |
| 父 *カンパラ Kampala 1976 黒鹿毛 イギリス | 父の父Kalamoun 1970 芦毛 アイルランド                            | Khairunissa                                                      | Palariva                                                         |                  |
| 父 *カンパラ Kampala 1976 黒鹿毛 イギリス | 父の母State Pension 1967 鹿毛                                    | *オンリーフォアライフ Only For Life                              | Chanteur                                                         | Chanteur         |
| 父 *カンパラ Kampala 1976 黒鹿毛 イギリス | 父の母State Pension 1967 鹿毛                                    | *オンリーフォアライフ Only For Life                              | Life Sentence                                                    |                  |
| 父 *カンパラ Kampala 1976 黒鹿毛 イギリス | 父の母State Pension 1967 鹿毛                                    | Lorelei                                                          | Prince Chevalier                                                 | Prince Chevalier |
| 父 *カンパラ Kampala 1976 黒鹿毛 イギリス | 父の母State Pension 1967 鹿毛                                    | Lorelei                                                          | Rock Goddess                                                     |                  |
| 母 Severn Bridge 1965 栗毛 イギリス       | 母の父Hornbeam 1953 栗毛 イギリス                                | Hyperion                                                         | Gainsborough                                                     | Gainsborough     |
| 母 Severn Bridge 1965 栗毛 イギリス       | 母の父Hornbeam 1953 栗毛 イギリス                                | Hyperion                                                         | Selene                                                           |                  |
| 母 Severn Bridge 1965 栗毛 イギリス       | 母の父Hornbeam 1953 栗毛 イギリス                                | Thicket                                                          | Nasrullah                                                        | Nasrullah        |
| 母 Severn Bridge 1965 栗毛 イギリス       | 母の父Hornbeam 1953 栗毛 イギリス                                | Thicket                                                          | Artistic                                                         |                  |
| 母 Severn Bridge 1965 栗毛 イギリス       | 母の母Priddy Fair 1956 鹿毛 イギリス                             | Preciptic                                                        | Precipitation                                                    | Precipitation    |
| 母 Severn Bridge 1965 栗毛 イギリス       | 母の母Priddy Fair 1956 鹿毛 イギリス                             | Preciptic                                                        | Artistic                                                         |                  |
| 母 Severn Bridge 1965 栗毛 イギリス       | 母の母Priddy Fair 1956 鹿毛 イギリス                             | Campanette                                                       | Fair Trial                                                       | Fair Trial       |
| 母 Severn Bridge 1965 栗毛 イギリス       | 母の母Priddy Fair 1956 鹿毛 イギリス                             | Campanette                                                       | Calluna F-No.19-b                                                |                  |
| 母系(F-No.)                               | 19号族(FN:19-b)                                                  | 19号族(FN:19-b)                                                  | 19号族(FN:19-b)                                                  | [ § 3 ]          |
| 5代内の近親交配                           | Hyperion 3×5×5、Gainsborough 4×5、Nasrullah 4×5、Prince Rose 5×5 | Hyperion 3×5×5、Gainsborough 4×5、Nasrullah 4×5、Prince Rose 5×5 | Hyperion 3×5×5、Gainsborough 4×5、Nasrullah 4×5、Prince Rose 5×5 | [ § 4 ]          |
| 出典                                      | 1. 2. 3. 4.                                                      | 1. 2. 3. 4.                                                      | 1. 2. 3. 4.                                                      | 1. 2. 3. 4.      |